# 维克托·平斯基
维克托·维塔利耶维奇·平斯基（俄语：Виктор Витальевич Пинский，羅馬化：Viktor Vital'yevich Pinskiy，1964年2月6日—）是俄罗斯政治人物，第六届、第七届、第八届国家杜马代表。
平斯基于1987年至1989年任堪察加彼得巴甫洛夫斯克军事法院办公室主任。此后，直到1996年，他一直担任滨海边疆区福基诺市军事法院法官。2000年至2005年，平斯基担任滨海边疆区立法议会代表。2011年，他当选为滨海边疆区选区第六届国家杜马代表。 2016年和2021年分别连任第七届和第八届国家杜马议员。
在国家杜马，平斯基投票支持臭名昭著的《季马·雅科夫列夫法》、提高养老金年龄的《亚罗瓦娅法》以及其他众所周知的“反国民”法律。

## 制裁
平斯基于2022年因俄乌战争而受到英国政府制裁。